# Bactrocera epicharis
Bactrocera epicharis
 es una especie de díptero que Hardy describió por primera vez en 1970. Bactrocera epicharis pertenece al género Bactrocera de la familia Tephritidae.  